# Nedašov

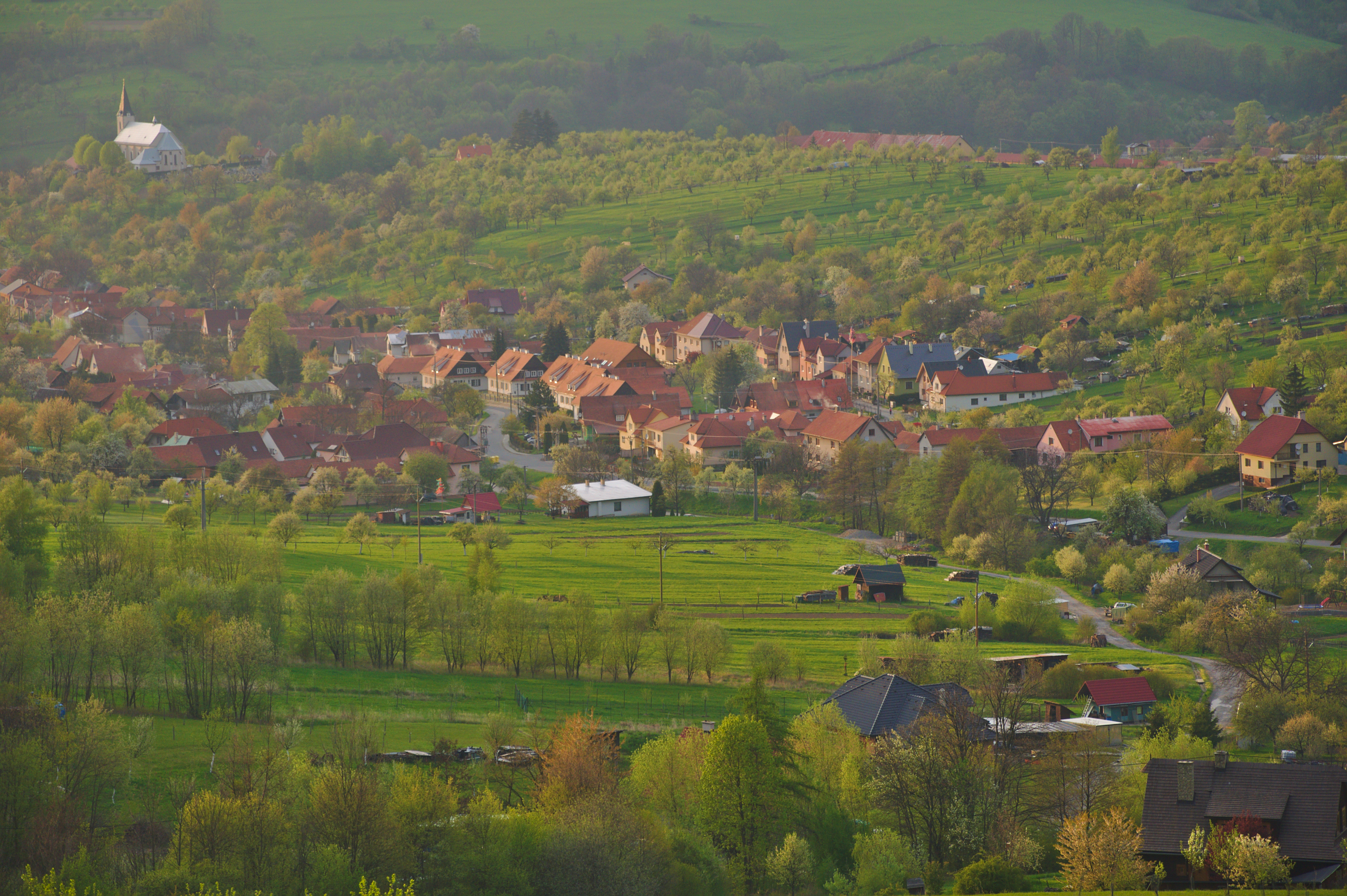
Nedašov

Nedašov (deutsch: Nedaschow, älter auch Nedashof) ist eine Gemeinde (Obec) im Okres Zlín in der Region Zlín in der Tschechischen Republik.

## Geographie
Die Gemeinde erstreckt sich über eine Fläche von 12,45 Quadratkilometern und hat eine Bevölkerung von 1347 Einwohnern (Stand 1. Januar 2023). Nedašov liegt etwa 33 Kilometer südwestlich von Zlín im Tal der Nedašovka und eines namenlosen Zuflusses in den Weißen Karpaten.

## Gemeindegliederung
Für die Gemeinde Nedašov sind keine Ortsteile ausgewiesen. Zu Nedašov gehören die Ansiedlungen Hrušovec, Kožovec, Lapač, Lazy, Na Kopaninách, Na Salaši und Stráně.

## Sehenswürdigkeiten
- Kirche Mariä Himmelfahrt